# Carl Heymann
Carl Heymann, (Filehne (comtat de Czarnkowsko-Trzcianecki), 6 d'octubre, 1854 - Idem. novembre de 1922), va ser un pianista i professor de piano alemany.

## Biografia
Karl Heymann era fill del cantor d'Amsterdam Isaac Heymann. A Berlín va ser alumne de Friedrich Kiel. Com a successor de Rubinstein, va ensenyar a Dr. Conservatori Hoch de Frankfurt del Main entre 1878 i 1880. Malgrat diverses interrupcions en la seva carrera inicial i abrupta a causa d'una malaltia mental, va ser considerat un dels pianistes més importants de la seva generació. També va sorgir com a compositor. Després de la seva estada a Frankfurt, va tornar a viure a Bingen.

L'escriptor musical Josef Schrattenholz va veure Heymann com un "nou Liszt" i va caracteritzar la seva interpretació de la següent manera:
| « | "Heymann, com a artista reproductor, també és productiu en un sentit eminent al mateix temps, i és precisament en la fusió íntima d'aquesta activitat dual, que el secret de la seva originalitat i èxit em sembla rau. Un talent excepcional per a la composició... també només el beneficia com a pianista.”" | » |

Després de la dècada de 1880, el nom d'Heymann va desaparèixer de la consciència del món de la música. Va passar l'últim terç de la seva vida en una institució.